# تشيمينا
تشيمينا (بالإيطالية: Ciminna)‏ هي بلدية في مقاطعة باليرمو في صقلية الإيطالية.

## السكان
في سنة 1861 بلغ عدد السكان 5٬422 نسمة، وتطور العدد ليصل في سنة 2011 لـ 3٬845 نسمة.
يظهر هذا المخطط البياني تطور النمو السكاني لـ تشيمينا